# Pisaurina
Genre
Synonymes
- Dapanus Hentz, 1867
- Thanatidius Simon, 1898
- Pelopatis Bishop, 1924

Pisaurina est un genre d'araignées aranéomorphes de la famille des Pisauridae.

## Distribution
Les espèces de ce genre se rencontrent au Canada, aux États-Unis et à Cuba.

## Liste des espèces
Selon World Spider Catalog (7 mai 2016) :
- Pisaurina brevipes (Emerton, 1911)
- Pisaurina dubia (Hentz, 1847)
- Pisaurina mira (Walckenaer, 1837)
- Pisaurina undulata (Keyserling, 1887)

## Publication originale
- Simon, 1898 : Histoire naturelle des araignées. Paris, vol. 2, p. 193-380 (texte intégral).